# Ушаков, Нил Валерьевич

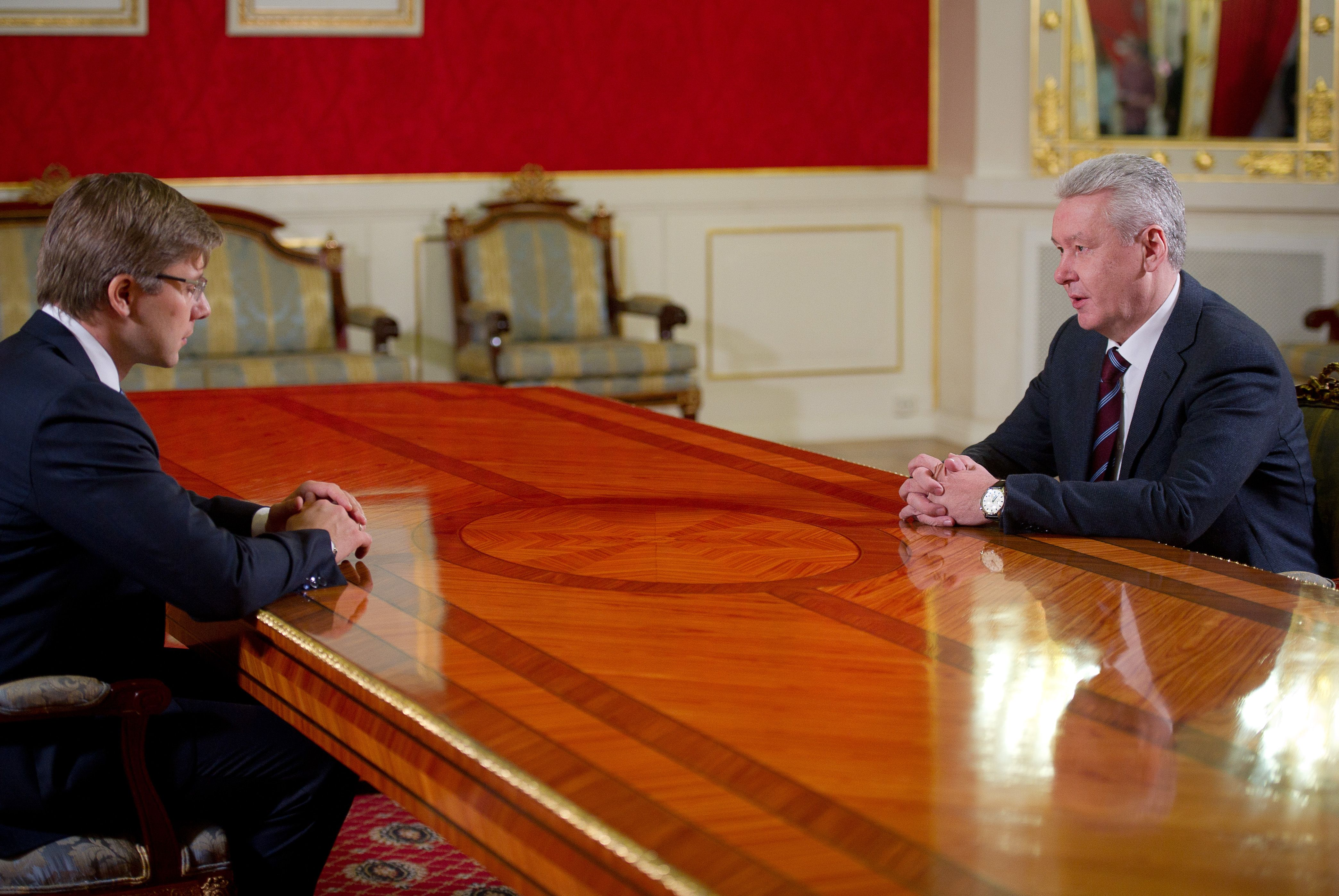
Нил Ушаков на встрече с мэром Москвы Сергеем Собяниным (7 февраля 2012 года).

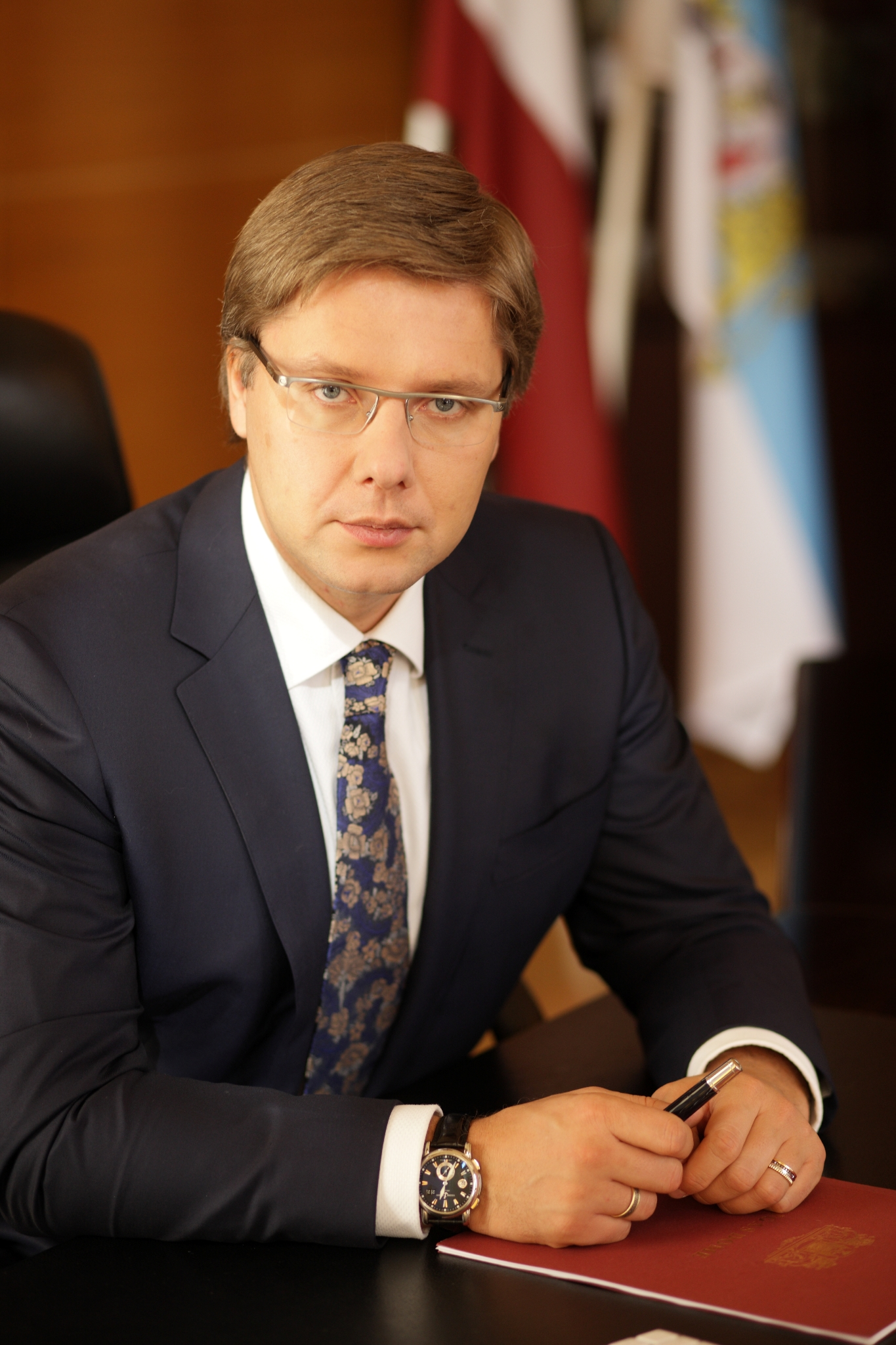
Официальный портрет Нила Ушакова (2012).

Нил Вале́рьевич Ушако́в (латыш. Nils Ušakovs; род. 8 июня 1976, Рига, Латвийская ССР, СССР) — латвийский политик. Мэр Риги (2009—2019), депутат Европейского парламента (с 2019 года).

## Образование
По образованию экономист. В 1998 году стал первым студентом в Латвийском университете, который получил степень бакалавра экономики по специальности «Аналитическая экономика».
Жил и учился в Дании, в Оденсе. В 2002 году получил степень Cand. oecon (магистр по латвийской системе) в Южно-Датском университете (дат. Syddansk Universitet) по специализации «Экономика и европейская интеграция». Служил в Латвийском университете на еврофакультете.

## Работа в журналистике
- В 1998—1999 годах — продюсер Балтийского отделения российского телеканала НТВ.
- С 1999 года по 2000 год — корреспондент Службы новостей Латвийского общественного телевидения LTV.
- С апреля 2000 года по сентябрь 2001 года — редактор отдела новостей и политики газеты «Республика».
- С сентября 2001 года по июль 2002 года — редактор отдела новостей и политики газеты «Телеграф».
- В 2001—2004 годах — ведущий и редактор еженедельной программы «Тема недели», выходившей на телеканале TV5 Rīga. Сопродюсер, редактор и ведущий предвыборного шоу «Русский вопрос», также выходившего на телеканале TV5 Rīga.
- С марта 2004 года по ноябрь 2005 года — редактор службы новостей Первого Балтийского канала; готовящей выпуски новостей для Литвы, Латвии и Эстонии.
- С января 2005 года — редактор вечерних новостей для Литвы и Эстонии Первого Балтийского канала.
- В 2004 году был награждён за вклад в журналистику наградой «Цицерон», учреждённой Союзом журналистов Латвии и Латвийским университетом. Был членом правления общественной организации «Балтийский форум», где занимался экономической аналитикой.

## Политика

### Объединение «Центр Согласия»
Летом 2005 года вступил в Партию народного согласия. В ноябре 2005 года был единогласно избран председателем политического объединения «Центр Согласия», в состав которого и входит Партия народного согласия. 

### Сейм Латвийской Республики
В октябре 2006 года избран депутатом 9-го Сейма Латвии. В 2009 году ушёл из парламента, чтобы принять участие в выборах в Рижскую думу.

### Мэр Риги
На муниципальных выборах 2009 года в Рижскую Думу Нил Ушаков и его объединение получили 26 мест из 60. Нил Ушаков был избран мэром Риги от коалиции, созданной с фракцией Латвийской Первой партии во главе с Айнарсом Шлесерсом.
В январе 2010 года оппозиция Рижского самоуправления сделала попытку отправить мэра в отставку из-за его нецензурных слов на заседании думы, произнесённых по обращению к главе оппозиции, но не смогла для этого набрать нужное количество голосов.
На муниципальных выборах 2013 года Центр Согласия создал блок с движением «Честь служить Риге!» (латыш. Gods kalpot Rīgai!, GKR) и вышли на выборы единым списком. В результате альянс получил в Рижской Думе 58,5 %, повторив свой успех на выборах 2017 года, несколько снизив количество голосов — до 50,82 % и количество мест — до 32.

#### Коррупционные скандалы
Оппоненты Ушакова говорят о коррупции и плохом управлении в городе: некоторые муниципальные предприятия подозревают в сомнительных схемах и растрате бюджетных средств.
- Государственная полиция установила, что одно из муниципальных предприятий выделило на зарплаты фиктивным работникам 150 тыс. евро[4]. Сам мэр заявил[5], что фиктивных работников на предприятии не было. Судебных слушаний по делу не проводилось.
- В декабре 2018 года оппозиция в Рижской думе требовала от Ушакова как представителя держателя долей капитала муниципального предприятия общественного транспорта Rīgas satiksme взять на себя политическую ответственность за разразившийся в нём коррупционный скандал[6], который расследовало Бюро по предотвращению и борьбе с коррупцией (KNAB)[7]. Предположительная сумма взяток при закупках для общественного транспорта оценивалась в 13,5-20 млн евро. Президент Латвии Р. Вейонис заявил, что при подобном скандале мэр Риги должен подать в отставку, как это сделал его заместитель Андрис Америкс[8]. 30 января 2019 года в доме Ушакова в Межапарке и в рабочем кабинете прошли обыски[9][10]. Ранее деятельность[11] Rīgas satiksme привлекла внимание в связи с приобретением моющего средства на сумму 390 тыс. евро[12].
- 28 июня 2019 года против бывшего мэра было возбуждено уголовное дело[13]. 1 июля Нил Ушаков получил статус подозреваемого[14].

#### Критика правления
К числу обещаний Нила Ушакова, которые были не выполнены или выполнены не полностью, по мнению некоторых источников, относятся:
- Было потрачено много средств для рекламы и продвижения проекта «Рижская марка», с целью улучшения продвижения рижских и латвийских продуктов на российском рынке, но видимых результатов этот проект не принёс и изначально проект был доведён до абсурдной ситуации, когда был непонятен истинный владелец этого бренда[15][16]. Проект «Рижский дворик», продвигавший латвийские продукты, с вводом российских санкций потерял всякий смысл и был расформирован.
- Порядок в городе и безопасность рижан и туристов с самого начала работы Нила Ушакова в столице были заявлены как один из приоритетов[17]. Несмотря на экономический кризис, затраты на безопасность не были снижены, однако это никак не отразилось на способности муниципальной полиции Риги противостоять распространению тяжёлых наркотиков. Бесконтрольность ситуации привела к организации массовых протестов, призывам и даже повторяющимся случаям поджогов мест торговли опасными веществами (с пострадавшими), и призывами к самосуду[18][19][20][21][22].
- В период с 2009 по 2011 год было продолжено строительство и ремонт жилья для сокращения очереди нуждающихся[23]. Увеличение объёмов сдачи социального жилья во время руководства Нила Ушакова сопровождалось не только замечаниями по качеству сдаваемого жилья[24], но и крупнейшим за новейшую историю Латвии скандалом на уровне администрации квартирного управления Рижской думы с объявлением в международный розыск его фигурантки[25].
- Всего за 3 года в Риге были закрыты 11 школ с русским языком обучения, 4 школы с латышским языком обучения и одна смешанная школа. В том числе, была закрыта старейшая русская школа, переживавшая даже эвакуацию из Риги в 1915 году — школа имени Ломоносова[26].

### Европейский парламент
25 февраля 2019 года Латвийское телевидение распространило неофициальную информацию о том, что Ушаков и Америкс впервые в истории будут баллотироваться на предстоящих выборах в Европейский парламент, заменив главного кандидата от «Согласия» Вячеслава Домбровскиса, несмотря на то, что Ушаков ранее заявлял, что не намерен баллотироваться в Европейский парламент. На следующий день Ушаков и Америкс подтвердили намерение избираться в Европейский парламент, и Ушаков опроверг предположения о том, что причиной изменения его решения стало продолжающееся расследование коррупции в Rīgas Satiksme. Кампания прошла успешно, и Ушаков и Америкс были избраны в Европейский парламент. С тех пор Ушаков работает в Комитете по бюджету. В дополнение к своим обязанностям в комитете, он входит в состав парламентских делегаций по связям с США и в Парламентской ассамблее Евронест.
В настоящее время он является одним из двух латвийских депутатов Европарламента, которые вместе с Иварсом Иябсом являются членами Межгруппы Европейского парламента по правам ЛГБТ.
11 ноября 2021 года Европарламент голосованием по запросу Генеральной прокуратуры Латвии лишил Нила Ушакова неприкосновенности.  Поводом стало обвинение в хранении запрещённого устройства для видеонаблюдения, которое было замаскировано под книгу. Полномочия депутата он за собой сохранил.
В декабре 2022 года Ушаков был назначен главным докладчиком по бюджету Европейского Совета, став вторым[уточнить] латвийцем после Валдиса Домбровскиса.
На парламентских выборах в 2022 году, партия «Согласие» не преодолела 5-процентный барьер, в связи с чем не попала в 14 созыв Сейма. После проигрыша партии он заявил, его партии это цена за партии, за поддержку Украины, после Российского вторжения. Через несколько после выборов лидер партии «Согласие», Янис Урбанович ушёл в отставку, а Нил Ушаков, Регина Лочмеле и Андрис Морозовс стали со-председателями партии. В 2024 году Янис Урбанович вновь был избран председателем партии.

## Общественная деятельность
В 2006 году стал одним из создателей молодёжной неполитической организации «Нам по пути!». Участвовал в создании общества «9мая.lv», которое активно участвовало в организации праздничных мероприятий, посвящённых Дню Победы.

## Личная информация
В 1999 году прошёл процедуру натурализации и стал гражданином Латвии. Родители Нила неграждане.

### Семья
Оба деда Нила Ушакова были военными, служили в Великую Отечественную войну, а братья бабушки по отцовской линии были белыми офицерами.
- Отец родом из Кронштадта. Был инженером, в свободное от работы время увлекался джазом.
- Мать — Людмила Ушакова. Работала учительницей русского языка.
- Первая жена — Мария Ушакова, журналист (в разводе с весны 2009 года[41]).
- Вторая жена — Елена Ушакова (в девичестве Сухарева, в браке с января 2010 года), магистр экономики Латвийского университета[41], председатель правления молодёжной организации «Нам по пути!», редактор журнала «Young.lv»[42], директор кафе в квартале «Спикери», реновированном Рижской Думой под руководством Нила Ушакова[43].
- Третья жена — Ивета Страутиня-Ушакова, венчание супругов состоялось 19 ноября 2014 года в Рижском Христорождественском соборе[44]. У Иветы Страутини есть сын Эдгар (2000 г. р.) от первого брака[45].
  - Сын Том Ушаков (от третьего брака), родился 18 марта 2015 года[46].

### Инцидент на Рижском марафоне
22 мая 2011 года принял участие в Рижском марафоне на полумарафонской дистанции (21 км). На двадцатом километре потерял сознание и был доставлен в бессознательном состоянии в реанимацию Университетской клинической больницы имени Страдиня и 24 мая в состоянии медикаментозной комы переправлен в клинику Charité в Берлине. 28 мая Нил Ушаков вернулся в сознание. 9 июля мэр вернулся в Ригу, а 11 июля приступил к работе.
Врачи констатировали у Ушакова рабдомиолиз — синдром, представляющий собой крайнюю степень миопатии и характеризующийся разрушением клеток мышечной ткани, резким повышением уровня креатинкиназы и миоглобина, миоглобинурией, развитием острой почечной недостаточности.
27 мая для лечения Ушакова был открыт счёт для пожертвований, на который свои средства перечислили свыше четырёх тысяч человек, более 90 тысяч человек позвонили на платный телефон для пожертвований. Мэру было пожертвовано около 180 тысяч латов (253 тысячи евро), чего хватило бы на операцию по пересадке печени, которую предполагали делать немецкие врачи, но она не потребовалась. Лечение в берлинской клинике, а также транспортировка в Германию обошлись в 68 370 евро. Не использованные для лечения деньги мэр обещал перечислить на благотворительность.